# Aurel Coșciuc
Aurel Coșciuc (n. 1882, Sibiu, Austro-Ungaria – d. 1935) a fost un delegat al Reuniunii române de agricultură din comitatul Sibiu în Marea Adunare Națională de la Alba Iulia.

## Biografie
Studiile le-a urmat la Sibiu, Blaj, Cluj și Budapesta, în urma cărora a obținut diploma de inginer. Imediat după finalizarea studiilor a acționat ca profesor la  Kecskemét (Ungaria), post la care a renunțat din cauză că i s-a cerut să își maghiarizeze numele, abzicând de orice post la stat. Și-a continuat cariera tot ca profesor, la Sibiu, în cadrul Academiei Teologice. A fost conferențiarul agricol al Astrei, în cadrul căreia a desfășurat o permanentă și intensă activitate românească în Ardeal, care a constat în prelegeri și scrieri cu privire la practicile agricole, pe care le găsim amintite în ziare ale vremii (precum este: Unirea – foaie bisericească politică), dar și în cartea intitulată Îngrășarea sau gunoirea pământului, al cărei autor este. După Unire, Aurel Cosciuc a intrat sub Consiliul Dirigent, în serviciul Statului, ca funcționar superior în Ministerul Agriculturii și Domeniilor. A fost numit conferențiar, profesor și subdirector al Academiei de Agricultură din Cluj, post la care a renunțat din cauză că a primit concomitent și funcția de inspector în Ministrul Agriculturii.

## Activitate politică
După Unire a intrat în serviciul Statului ca funcționar superior în Ministerul Agriculturii și Domeniilor.

## Lucrări
- Aurel Coșciuc: Îngrășarea sau gunoirea pământului Arhivat în 12 august 2019, la Wayback Machine., Sibiu, Edit. Asociațiunii (Tip. arhidiecezană), 1913, Biblioteca poporală a Asociațiunii [Astra], an. III, nr. 30
- Aurel Coșciuc: Lucrarea pământului, Sibiu, Edit. Asociațiunii (Tip. arhidiecezană), 1911, Biblioteca poporală a Asociațiunii, an I, nr. 6
- Aurel Coșciuc: Nutrirea animalelor de casă, Op premiat. Cu 6 ilustrații în text. Sibiu, Edit. și proprietatea Reuniunei române de agricultură din comitatul Sibiiului (Tip. arhidiecezană), 1909, Biblioteca Reuniunii Române de Agricultură din Comitatul Sibiiului, nr. 15
- Aurel Coșciuc:  Un ram industrial de îmbrățișat. (Fabricile agricole de spirt). Însemnătatea lor, și alte îndrumări, Sibiiu, Editura Revistei Economice (Tipografia Arhidiecezană), 1911, Biblioteca Băncilor Române, nr. 11